# مارغريت آن فلورنسا
مارغريت آن فلورنسا (بالإنجليزية: Margaret Anne Florence)‏ هي عارضة وممثلة أمريكية، ولدت في 8 ديسمبر 1978 في تشارلستون في الولايات المتحدة.

## وصلات خارجية
- مارغريت آن فلورنسا على موقع IMDb (الإنجليزية)
- مارغريت آن فلورنسا على موقع قاعدة بيانات الفيلم (الإنجليزية)